# ポケモンの一覧 (252-297)
ポケモンの一覧（ポケモンのいちらん）は、ゲームソフト『ポケットモンスターシリーズ』に登場する架空の生物「ポケットモンスター（ポケモン）」の一覧。本項では全1025種のうち、『ポケットモンスター ルビー・サファイア』から登場し、シリーズ共通の全国ポケモン図鑑において252から297までの番号を付与されている種を掲載する。

## キモリ
| 分類: もりトカゲポケモン | タイプ: くさ         | 高さ: 0.5m   | 重さ: 5.0kg        |
| 特性: しんりょく         | かくれ特性: かるわざ | 進化前: なし | 進化後: ジュプトル |

分類上ではもりトカゲポケモンだが、トカゲポケモンに分類されるヒトカゲと違いヤモリに近い姿をしたポケモン。冷静沈着で、大きな相手にも怯まず鋭い目つきで睨み返す。足裏には小さな棘を持ち、これによって木や壁を垂直によじ登ることができる。また太い尻尾は攻撃手段のほか、空気中の湿度を感じ取り、翌日の天気を察知するためにも用いられる。
ほのおタイプのアチャモ、みずタイプのミズゴロウとともに、『ルビー・サファイア・エメラルド』で最初に選ぶ3匹のうちの1匹。
TVアニメ版ではアドバンスジェネレーションよりサトシのポケモンとして登場。サトシと会うまでは大樹を守っていた群れのリーダーだったが、大樹の最後を見届けサトシにバトルを申し出て仲間になった。声優はうえだゆうじ。このほか、AG34話でもゲストキャラクターとして登場。このキモリは花をくわえているのが特徴。
『週刊ポケモン放送局』や『ポケモン☆サンデー』ではキモリの着ぐるみが登場し、ソーナンスとともにナビゲーターを務めていた（2006年9月までレギュラーでそれ以降は不定期で出演）。こちらの声優は西脇保。

## ジュプトル
| 分類: もりトカゲポケモン | タイプ: くさ         | 高さ: 0.9m     | 重さ: 21.6kg       |
| 特性: しんりょく         | かくれ特性: かるわざ | 進化前: キモリ | 進化後: ジュカイン |

キモリの進化形。キモリにはあった尻尾は短くなっているが、代わりに頭と腕には葉っぱのようなものが付いており、それが森の中でのカモフラージュに役立っている。森に住むジュプトルを捕らえることは不可能だといわれているほど動きが早い。太腿の筋肉が発達しており、驚異的な瞬発力と跳躍力で大木の枝から枝へ飛び移りながら移動して獲物に接近する。
『ポケモン不思議のダンジョン 時の探検隊・闇の探検隊』では、各地に点在する「時の歯車」を狙う盗賊として指名手配されている。その正体は未来からやって来たポケモンで、全ての時間が停止してしまった未来の世界を救うために必要な「時の歯車」を集めていた。
TVアニメ版ではサトシのポケモンとして登場（声優はうえだゆうじ）。その他、『ポケモン☆サンデー』内アニメ『ポケモン不思議のダンジョン 時の探検隊・闇の探検隊』ではゲーム同様、「時の歯車」を狙う盗賊として登場。声優はてらそままさき。

## ジュカイン
| 分類: みつりんポケモン | タイプ: くさ         | 高さ: 1.7m         | 重さ: 52.2kg |
| 特性: しんりょく       | かくれ特性: かるわざ | 進化前: ジュプトル | 進化後: なし |

ジュプトル進化形。尻尾はキモリやジュプトルとは異なり、シダの様な形になっている。またジュプトル同様、腕には葉っぱがある。この葉っぱは刀の切れ味に匹敵するほどの切断力を持つ。基本的に正面からは攻撃せず、木の枝を身軽に飛び回るなどの持ち前の素早さを活かして敵の頭や後ろから攻撃するのが得意。ジャングルの中では敵無しの強さを持つといわれる。背中には黄色の球体があり、草木に栄養を与える物である。日向ぼっこをすることで体温を調節する。
任天堂の公式記事では2005年全国大会の東京大会代表決定戦で小学生の部を優勝したプレイヤーのメンバーとして紹介されている。
『オメガルビー・アルファサファイア』では「メガジュカイン」へとメガシンカを遂げる。
メガジュカイン
頭部・両腕の葉の形状がより鋭く変わり、胸から両肩にかけて葉っぱ状の装甲、針葉樹のような尾の先には赤い槍のような突起がそれぞれ追加される。メガシンカ以前からの瞬発力は健在であることに加え、さらに鋭利かつ強靱な形状となった尾先は、ミサイルのように分離・発射することができるようになった。なお尾先は発射後もメガシンカエネルギーが尽きるまで再生を繰り返す。
メガシンカするとドラゴンタイプが追加され、特性が「ひらいしん」になる。くさタイプでありながらドラゴンタイプの技を多く覚えさせることができ、タイプ一致によって威力が増強される。
TVアニメ版ではアドバンスジェネレーション第128話でテツヤの手持ちとして初登場。「みきり」でかわしながら「タネマシンガン」で攻撃するヒット&アウェイ戦法が得意で、ボスゴドラに勝利。サトシ戦ではオニゴーリと引き分ける。その後、サトシのポケモンとして登場（声優はうえだゆうじ）。あることがきっかけでスランプに陥り技が出せなくなったが、サトシの活躍もあって見事克服。以降はサトシのエース格となった。ショータのキモリもジュカインに最終進化している。
漫画版『ポケットモンスターSPECIAL』4章、6章、13章では6章以降はオリジナル主人公・エメラルドのパートナー兼主力として登場する（4章では親がいない状態であり、他の図鑑所有者と異なり、トレーナーとは最終進化した状態で出会った）。性別は♂。

## アチャモ
| 分類: ひよこポケモン | タイプ: ほのお     | 高さ: 0.4m   | 重さ: 2.5kg        |
| 特性: もうか         | かくれ特性: かそく | 進化前: なし | 進化後: ワカシャモ |

橙色の羽毛に覆われたひよこのような姿をしたポケモン。体内の「炎袋」という器官で常に炎が燃えているため、抱きしめると暖かい。口から1000度の火球を吐く。暗闇が苦手。木の実を炎でこんがり焼いて食べる。地面をつついて小石を飲み込み、消火を助けるだけでなく炎の温度を上げる。
『ルビー・サファイア』より登場。くさタイプのキモリ、みずタイプのミズゴロウとともに、最初に選ぶ3匹のうちの1匹。第4世代から♂の個体はお尻に小さなホクロのような模様があり、第5世代までは見るのは難しかったが、第6世代では図鑑によって見やすくなった。
TVアニメ版では『アドバンスジェネレーション』よりハルカのポケモンとして登場。声優は西村ちなみ。現在はバシャーモに最終進化している。アニメではポケモンがこんらん状態に陥ったとき、頭上をアチャモがくるくると回る表現が用いられる場合がある。
ポケモンセンターフクオカ旧店舗の店舗ロゴにピカチュウ・ワニノコとともに描かれている。
『大乱闘スマッシュブラザーズX』ではモンスターボールから登場し、「ほのおのうず」で周囲の敵を攻撃する。

## ワカシャモ
| 分類: わかどりポケモン | タイプ: ほのお/ かくとう | 高さ: 0.9m       | 重さ: 19.5kg       |
| 特性: もうか           | かくれ特性: かそく       | 進化前: アチャモ | 進化後: バシャーモ |

アチャモの進化形。進化して鶏に手足が付いたような姿になった。1秒間に10発の蹴りを繰り出すスピードとパワーを兼ね揃えた強靭な足腰を持ち、野山を走り回って鍛える。大きい鳴き声を上げて集中力を高め、相手がギブアップするか、完全に倒れるまで戦い続ける強い闘争本能の持ち主。♂と♀では頭の羽の大きさが違う。
TVアニメ版では『アドバンスジェネレーション』でハルカのポケモンとして登場。また別の回では、初心者用のアチャモがサトシの手違いによってワカシャモに進化し、初心者用にならなくなってしまうが、ロケット団に捕まったホエルオーを救ったため、ポケモンセンターのガードマンになった。

## バシャーモ
| 分類: もうかポケモン | タイプ: ほのお/ かくとう | 高さ: 1.9m         | 重さ: 52.0kg |
| 特性: もうか         | かくれ特性: かそく       | 進化前: ワカシャモ | 進化後: なし |

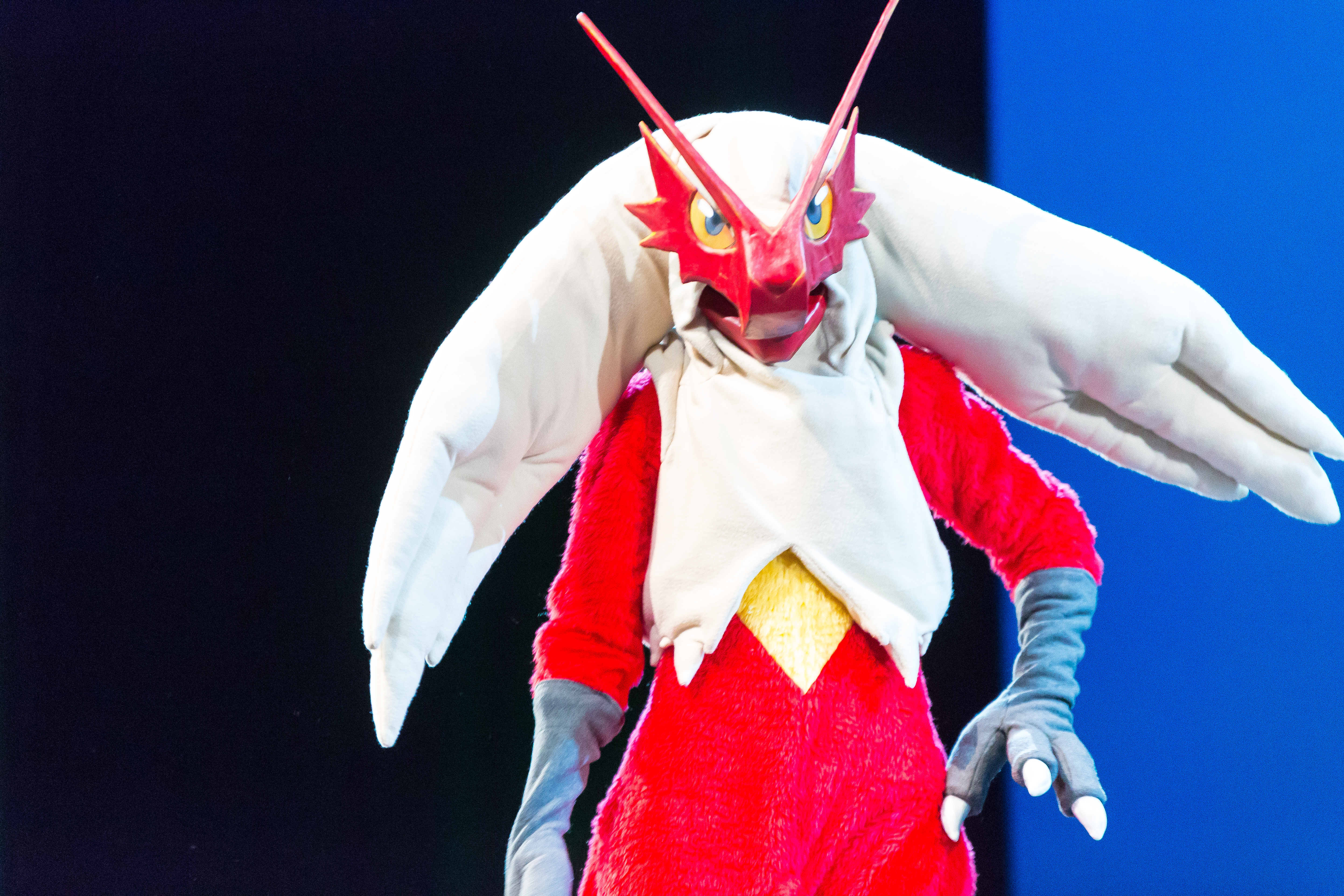
バシャーモのコスプレ

ワカシャモの進化形。シャモのような姿をしたポケモン。人型に近いスマートなフォルムを持ち、頭部はクチバシ型の口元など鳥類の面影を残し、額からはV字型の鶏冠が伸びている。全身は燃えるように赤く、胸部から背中を覆い、後頭部へと伸びる毛は薄黄色、胸元と足先は黄色い。羽は数年毎に燃え落ち、新しい羽に生え変わる。この羽は♂に比べて♀の方が短い。手足の鉤爪は鋭く、戦闘時には手首から炎が噴出するほか、30 階建てのビル (≤約150 m)をも飛び越えられるほどの脚力を持ち、これらを駆使した格闘技を得意とする。その炎を拳に包んだパンチは敵を黒焦げに殴り焼く。
炎を足に纏って蹴飛ばす「ブレイズキック」は当時は専用技だったが、第4世代以降からは覚えるポケモンが増えた（サワムラー、ルカリオなど）。他にも「つばめがえし」や「ブレイブバード」、「オウムがえし」などひこうタイプの技を多く覚える。
『X・Y』以降は、「メガバシャーモ」へとメガシンカを遂げる。
メガバシャーモ
額の鶏冠が1 本の大きなものへと変わり、頭部の羽毛は左右に分かれた状態でV字型に立つ。両腕からは炎の帯が常時出現するようになり、胸と膝の羽毛が黒へと変わる。脚力がさらに上昇し、足技は繰り出す度に大気との摩擦で着火するほどにキレが増している。体内の温度が上昇するごとに、パワーとスピードも上昇する特性を備える。
持ち物に「バシャーモナイト」を持たせることでメガシンカが可能となる。メガシンカすると特性が元のバシャーモの夢特性「かそく」に統一され、能力面では「HP」を除く総てが上昇し、特に「こうげき」、続いて「とくこう」「すばやさ」が大きく上昇する。
なお、オメガルビー・アルファサファイアの公式サイトにて「れいとうパンチ」を使用する画像があったが、これは誤表記であり、実際のゲームでは当然覚えることができない。
TVアニメ版ではジョウト編において、ハヅキの切り札としてアニメに先行して登場した。ジョウトリーグ準々決勝でサトシのリザードンと互角に争い、炎タイプ同士の維持によりお互いかなり体力を消耗し、最後は「かえんほうしゃ」と「りゅうのいかり」の激突に起きた爆発でお互い吹き飛ばされ、僅差で勝利。しかし、準決勝には参戦できなくなり、ハヅキは準決勝で敗退してしまう。『アドバンスジェネレーション』ではハルカのアチャモがバシャーモに最終進化を果たし、サトシのジュカインと戦った。『XY』ではメガバシャーモがメガシンカを使いこなすバシャーモ仮面（正体はリモーネ）のポケモンとして1話から登場した。
漫画版『ポケットモンスターSPECIAL』4章、6章、13章ではサファイアのパートナー兼主力として登場する（アチャモが進化した個体）。性別は♀で（チームの紅一点）、ニックネームは「ちゃも」。

## ミズゴロウ
| 分類: ぬまうおポケモン | タイプ: みず         | 高さ: 0.4m   | 重さ: 7.6kg        |
| 特性: げきりゅう       | かくれ特性: しめりけ | 進化前: なし | 進化後: ヌマクロー |

ムツゴロウに近い名前と生態を持つポケモン。川底の泥に体を休めて眠る。両生で、水中では頬のエラで呼吸する。視力を使わずとも、頭のヒレをレーダーのように使って周囲の状況を正確にキャッチする事が可能。その可愛らしい外見とは裏腹に、ピンチになると体より大きな岩を粉砕したり、岩を持ち上げるなど非常に力が強い。
くさタイプのキモリ、ほのおタイプのアチャモとともに『ルビー・サファイア・エメラルド』で最初に選ぶ3匹のうちの1匹。
TVアニメ版では『アドバンスジェネレーション』にタケシのポケモンとして登場。
英語圏ではミズゴロウの英語名 (Mudkip) を用いた「I Herd U Liek Mudkipz」というインターネットミームが存在する。2005年初頭にdeviantARTのユーザーがこのフレーズを使用したことを発端とし、その後4chanやYouTubeの動画などで多用されたことで著名なミームとなった。
読売新聞の連載ポケモン四字熟語では、『真一文字・まいちもんじ』がミズゴロウを紹介するキャッチフレーズとして用いられた。

## ヌマクロー
| 分類: ぬまうおポケモン | タイプ: みず/ じめん | 高さ: 0.7m         | 重さ: 28.0kg       |
| 特性: げきりゅう       | かくれ特性: しめりけ | 進化前: ミズゴロウ | 進化後: ラグラージ |

ミズゴロウの進化形で、じめんタイプが加わった。四足歩行だったミズゴロウが進化して、足腰が発達したために二足歩行になった。体重や身長も格段に増えたが、まだ進化前の可愛らしい面影が残っている。ラグラージに進化すると容姿が大きく変化する。水中より泥の中を泳ぐ方が動きが速い。
TVアニメ版では『アドバンスジェネレーション』でタケシのポケモンとして登場。その他、AG第48話でキヨの手持ちとしても登場している。『2019年版』では野生の個体が複数登場、そのうちの一体が干からびた沼に埋まってしまい、出られなくなったが、ルンパッパのあまごいで無事に出られた。しかし、その翌日には他の仲間共々埋まってしまった。
『オメガルビー・アルファサファイア』で新規に描かれた3Dグラフィックがあまりにシュールすぎたため、発売直後からコラージュの素材として使用され、そのコラージュ画像がTwitterで拡散されたことがきっかけで、2014年11月28日NHK総合テレビで放送の『NEWS WEB』内コーナー「つぶやきビッグデータ」の中にもランクインしている。また株式会社ポケモンからも公式に素材が配布される事態にもなった。
ポケモンだいすきクラブ公式アニメ『ポケモンパペット劇場 パペモン』では第1話に登場。ヤンチャムに進化について語る。一見のんびりしているが、本音を言われると逆ギレしやすい性格。

## ラグラージ
| 分類: ぬまうおポケモン | タイプ: みず/ じめん | 高さ: 1.5m         | 重さ: 81.9kg |
| 特性: げきりゅう       | かくれ特性: しめりけ | 進化前: ヌマクロー | 進化後: なし |

ヌマクローの進化形。ジェットスキーに匹敵するスピードで泳ぐことができるうえ、重さ1トン以上の岩の塊や大型船を引っ張って進めるほどのパワーの持ち主。美しい砂浜の近くで巣作りし、ヒレで波音や潮風のわずかな違いを感じ取る能力で、嵐が接近するのを予感すると、岩を積上げて巣を守る。力が非常に強く、腕の一振りで重量1トンを超える岩を軽々と壊すことができ、巣作りにも一役買っている。濁流の中も見通す特殊な視力が発達しており、濁った水でも苦にせず泳ぐことが可能。地上に上がる時は皮膚の潤いを保つために、全身に泥を塗る。
エメラルドではバトルドームのドームスーパースター、ヒースが使用している。そして、ブラック2・ホワイト2ではポケモンワールドトーナメントのチャンピオンズトーナメントで、ホウエン地方チャンピオン・ミクリが繰り出すこともある。
『オメガルビー・アルファサファイア』では「メガラグラージ」へとメガシンカを遂げる。
メガラグラージ
上半身全体の筋肉が大きく発達・肥大化し、より筋肉質な外見となる。頭部のヒレや両頬のエラも大型化する。発達した筋肉によって膂力が高まった他、持ち前の泳ぐ速度も強化されている。エラを始めとする上半身のオレンジ色の器官から腕にあるオレンジ色の器官にかけて空気を通す管が通っており、前者から溜め込まれた空気の圧力を利用することで後者から噴射する水の勢いを強めることができる。ジェットスキーように腕から水を噴射することでより素早く泳いだり、繰り出すパンチの威力を高めることができる。
メガシンカすると特性が「すいすい」に変わり、「こうげき」が大きく上昇、ついで「ぼうぎょ」「とくぼう」が上昇し、「とくこう」「すばやさ」も少し上昇する。
TVアニメ版では『アドバンスジェネレーション』32話に初登場。ヒロミのヌマクローが進化しており、捨てられたと誤解して人間不信になったが、真実を知ると和解しヒロミの元に戻っていった。マサムネのポケモンとしても登場しており、ホウエンリーグでサトシと本気で戦うことを決意したマサムネが三番手に繰り出し、ヘイガニと互角に戦い最後は「きあいパンチ」と「クラブハンマー」のぶつかり合いで引き分けに終わる。バトルドームではフロンティアブレーンのヒースの手持ちとして登場した。
漫画版『ポケットモンスターSPECIAL』4章、6章、13章では主人公・ルビーのパートナー兼主力として登場する（ミズゴロウが進化した個体）。性別は♂で（チームでは唯一の♂）、ニックネームは「ZUZU」。

## ポチエナ
| 分類: かみつきポケモン   | タイプ: あく       | 高さ: 0.5m   | 重さ: 13.6kg     |
| 特性: にげあし/ はやあし | かくれ特性: びびり | 進化前: なし | 進化後: グラエナ |

犬のような外見をしたポケモンで、ハイエナのように群れで行動する。動く物に対して疲れるまでしつこく噛み付く習性を持つが、反撃されると尻尾を巻いて逃げ出すなど気の弱い部分も併せ持つ。大きな牙で吠えたてて威嚇するのは気弱な性格の表れ。
『ルビー・サファイア』およびリメイク版では101番道路でオダマキ博士を襲う場面を目撃した主人公は彼を助けるためにキモリ・アチャモ・ミズゴロウから1匹を選び、ポチエナと戦うことになり、勝利し彼を助けた。
トレーナーでは『スカーレット・バイオレット』の有料追加コンテンツ「ゼロの秘宝 前編・碧の仮面」ではブルーベリー学園の生徒でありスグリの姉でもあるゼイユがメスの個体を初戦で使用。
TVアニメ版ではアドバンスジェネレーション第1話でゲーム同様、オダマキ博士を追い掛け回していた。

## グラエナ
| 分類: かみつきポケモン | タイプ: あく               | 高さ: 1.0m       | 重さ: 37.0kg |
| 特性: いかく/ はやあし | かくれ特性: じしんかじょう | 進化前: ポチエナ | 進化後: なし |

ポチエナの進化形。オオカミやコヨーテに似た姿をしている。性格は獰猛だが、優れたリーダーに対しては強い忠誠心を持つ。大昔は群れで行動していたらしく、野生のグラエナは10匹程度の群れでリーダーの命令に従い、獲物を仕留める。優れたトレーナーの命令にも忠実で、命令には逆らわない。なお、トレーナーに従うのは、野生の名残でリーダーと認めているかららしい。
「ルビー・サファイア・エメラルド・オメガルビー・アルファサファイア」のマグマ団・アクア団のしたっぱや幹部がよく使用し、両団リーダーのマツブサ/アオギリや四天王のカゲツも使用する。「X・Y」でもフレア団のしたっぱ・幹部が多用し、科学者のアケビも使用する。『スカーレット・バイオレット』の有料追加コンテンツ「ゼロの秘宝 前編・碧の仮面」ではブルーベリー学園の生徒でありスグリの姉でもあるゼイユがメスの個体をポチエナから進化する形で使用。
TVアニメ版では『アドバンスジェネレーション』編において主にマグマ団の手持ちポケモンとして登場。声優は金子英彦。サイドストーリーではコサブロウも使用。声優は坂口候一。アニメ第7シリーズ（『新無印編』）ではホウジのポケモンとして登場。バトルフロンティアビードロ大会の一回戦でゴウのストライクやヒバニーをあっさり負かしたものの決勝戦でサトシのピカチュウに敗北した。

## ジグザグマ
| 分類: まめだぬきポケモン       | タイプ: ノーマル     | 高さ: 0.4m   | 重さ: 17.5kg       |
| 特性: ものひろい/ くいしんぼう | かくれ特性: はやあし | 進化前: なし | 進化後: マッスグマ |

身体に茶色・白のジグザグとした模様を持つタヌキやアライグマのような姿をしたポケモン。目に映る様々なものに好奇心を持って近寄るためジグザグとせわしない足取りで歩き回る。その為探し物をするのが得意。真っ直ぐ走ることが出来ず、目標物へは名前の通りジグザグと走りながら接近する。
ホウエン地方ではありふれたポケモンの一種で、同地方を舞台とする『ルビー・サファイア・エメラルド』ではあちこちに登場し、路上などにいるトレーナーもよく使ってくる。また、『ルビー・サファイア』では序盤でポチエナがオダマキ博士を追い回すイベントがあるが、『エメラルド』ではジグザグマになっている。『ルビー・サファイア』の発売から1年後に発生したバグを修正するプログラムが、全国の月刊任天堂で配信された際、特別に「チイラのみ」を持った色違いのジグザグマがプレゼントされた。
TVアニメ版では『ポケットモンスター金銀編』272話ではハヅキの回想シーンでオダマキ博士と戯れている姿が描かれた。
ガラル地方のジグザグマが何らかの形で他の地方へ移り棲むが、ガラル地方に比べて生存競争が厳しくない環境に適応するためにこの姿になった。
リージョンフォーム
タイプ：あく・ノーマル、高さ：0.4m、重さ：17.5kg、特性：ものひろい / くいしんぼう。
ガラル地方でのジグザグマの姿であると同時に、ジグザグマの本来の姿を持つ原種といわれる。通常種と比較して、黒・白というモノトーンの体色に加え、目の周りの模様のみが星型になったパンクロック調の外見が特徴。瞳も赤く、瞳孔も細く目つきも悪くなり、常に舌を突き出す等、顔つきもやや好戦的なものとなっている。
落ち着きがなく好戦的な気質で、ジグザグに走りながら周りを荒らし散らし、人やポケモンに対して挑発目的で突進を試みる。ポケモン同士では当然争いに発展するが、人間相手だとじゃれつかれていると誤解されることが多いため不満に思っている模様。

## マッスグマ
| 分類: とっしんポケモン         | タイプ: ノーマル     | 高さ: 0.5m         | 重さ: 32.5kg         |
| 特性: ものひろい/ くいしんぼう | かくれ特性: はやあし | 進化前: ジグザグマ | 進化後: タチフサグマ |

ジグザグマの進化形で、アナグマのような姿に変わる。ジグザグしていた模様も体の流れに合わせ直線的に変わり、額には前方を指す矢印のような模様がある。まっすぐ直線的な移動をするようになり、長距離の直線では時速100kmで走ることが出来る。その速さを活かした頭突きや突進が得意。反面、緩やかに曲がることが苦手になった。毛の硬さはジグザグマの頃から健在で、抜け毛は高級ブラシの材料に再利用される。
TVアニメ版では『アドバンスジェネレーション』112話に登場。持ち主のケイマ（声 - 小林沙苗）から「トキンちゃん」というニックネームを名付けられていた。
鋭い爪や抜群な瞬発力は狩りだけでなく戦いにも向くが、ガラル地方から他の地方へ移り棲むうちに攻撃性や闘争本能が和らぎ、無闇に争うことはなくなった。同時に、生存競争がガラル地方ほど厳しくないためタチフサグマへ進化しなくなった。
リージョンフォーム
タイプ：あく・ノーマル、高さ：0.5m、重さ：32.5kg、特性：ものひろい / くいしんぼう。
ガラル地方でのマッスグマ本来の姿であり、この姿でのみタチフサグマに進化する。上記の通常種と比較して、ジグザグマと同様に、黒・白というモノトーンの体色と、目の周りの模様のみが星型になったパンクロック調の模様に、赤く鋭い目つきで舌を出すなど凶暴な外観が特徴。また両前脚の周りには灰色のファーが付加されており、通常種より大きい口からは鋭い牙が露出している。

## ケムッソ
| 分類: いもむしポケモン | タイプ: むし         | 高さ: 0.3m   | 重さ: 3.6kg      |
| 特性: りんぷん         | かくれ特性: にげあし | 進化前: なし | 進化後: 本文参照 |

幼虫型のポケモン。吸盤の足でガラスの上を全く滑らずに移動できる。口から吐き出す糸は空気との接触で強力な粘着力のある糸となり、これで敵の動きを鈍らせる。木の枝に付いた葉っぱや木の皮を剥がした樹液が好物。スバメやムックルなどの鳥ポケモンが主な天敵で、襲われた時は毒が染み込んだ尻尾の棘を向けて抵抗する。
ゲームではレベル7でカラサリスもしくはマユルドに進化するが、どちらに進化するかは個体ごとに定められており選ぶことは出来ない。
TVアニメ版では『アドバンスジェネレーション』においてハルカとムサシがゲットしている。ハルカのはカラサリス、ムサシのはマユルドに進化した。ゴウも3匹ゲットしているが、3匹ともマユルドに進化してしまった。

## カラサリス
| 分類: さなぎポケモン | タイプ: むし     | 高さ: 0.6m       | 重さ: 10.0kg       |
| 特性: だっぴ         | かくれ特性: なし | 進化前: ケムッソ | 進化後: アゲハント |

ケムッソから進化するポケモンの一種。同じくケムッソの進化形であるマユルド同様に繭のような姿をしているが、体色と目の部分が異なる。目の上部の糸がまつ毛のように毛羽立っている。糸を枝に巻きつけて体を支えながら、進化のエネルギーを蓄えている。糸についた朝露を飲む。
TVアニメ版では『アドバンスジェネレーション』においてハルカのポケモンとして登場。

## アゲハント
| 分類: ちょうちょポケモン | タイプ: むし/ ひこう     | 高さ: 1.0m         | 重さ: 28.4kg |
| 特性: むしのしらせ       | かくれ特性: とうそうしん | 進化前: カラサリス | 進化後: なし |

カラサリスの進化形。名の通りアゲハチョウのような外見をしている。カラフルな羽の模様が特徴。ストローのように細長い口を相手に突き刺して、体液を吸い取ってしまう。花畑が満開になると、花粉を集めて飛び回る習性を持つ。バタフリーと同様に美しい外見をしているがそれに反して性格は攻撃的であり、特に怒った時の攻撃はかなり激しくなる。性別により、羽の模様の一部に違いがある。
TVアニメ版では『アドバンスジェネレーション』でメグミのポケモンとして初登場し、ハルカがポケモンコーディネーターになるきっかけを作った。その後、ハルカ自身もアゲハントを所持している。

## マユルド
| 分類: さなぎポケモン | タイプ: むし     | 高さ: 0.7m       | 重さ: 11.5kg       |
| 特性: だっぴ         | かくれ特性: なし | 進化前: ケムッソ | 進化後: ドクケイル |

ケムッソから進化するポケモンの一種。同じくケムッソから進化するカラサリス同様、繭のような姿をしているが、体色と目の部分に差異が見られ、目はパッチリと睨むように見開いている。毒々しい紫色をしているが、この時点ではどくタイプは持っていない。マユルドの頃に受けた外敵の攻撃による痛みは一生忘れない。
TVアニメ版ではロケット団のムサシの手持ちポケモンとして登場、ムサシはドクケイルに進化するまでマユルドだと気づいていなかった（正確にはコジロウやニャース、オダマキ博士に指摘されても聞く耳を持たなかった）。ゴウのケムッソも3匹ともマユルドに進化してしまい、ゴウを落胆させた（それでも進化したことは嬉しかった模様）。

## ドクケイル
| 分類: どくがポケモン | タイプ: むし/ どく   | 高さ: 1.2m       | 重さ: 31.6kg |
| 特性: りんぷん       | かくれ特性: ふくがん | 進化前: マユルド | 進化後: なし |

マユルドの進化形。翅からは、プロレスラーも一瞬で倒れるほどの猛毒の鱗粉を撒き散らす。夜行性で、真夜中になると野山から市街地へ移動し、街路樹の葉っぱを食い散らかす。街灯の光に集まる習性を持つ。マユルドの頃に攻撃を仕掛けてきた相手に仕返しをする。♂の方が触角が大きい。
TVアニメ版ではロケット団のムサシの手持ちポケモンとして登場、色違いのオスの個体と恋に落ち、旅立つために別れた。声優は西村ちなみ。ゴウの3匹のマユルドもドクケイルに進化している。

## ハスボー
| 分類: うきくさポケモン       | タイプ: みず/ くさ     | 高さ: 0.5m   | 重さ: 2.6kg        |
| 特性: あめうけざら/ すいすい | かくれ特性: マイペース | 進化前: なし | 進化後: ハスブレロ |

水の綺麗な池や湖に生息するポケモンで、綺麗な水ほど水面はたくさんのハスボーに覆われている。頭の蓮に似た葉っぱは、長時間水を飲まないと枯れてしまう。自分より小さいポケモンを向こう岸まで運ぶことがある。葉っぱには汚れを弾く性質を持っており、泥だらけのポケモンを乗せても葉っぱはきれいのまま。かつては地上で暮らしていたが頭の葉っぱが重くなった影響で水の中で暮らすようになったという。
TVアニメ版では『ポケットモンスター金銀編』272話ではハヅキの回想シーンでオダマキ博士と戯れている姿が描かれ、後に『アドバンスジェネレーション』においてタケシのポケモンとして登場。声優は伊東みやこ。

## ハスブレロ
| 分類: ようきポケモン         | タイプ: みず/ くさ     | 高さ: 1.2m       | 重さ: 32.5kg       |
| 特性: あめうけざら/ すいすい | かくれ特性: マイペース | 進化前: ハスボー | 進化後: ルンパッパ |

ハスボーの進化形。進化して手足が生え、河童のような姿となった。日当たりの良い水辺を住処とし、昼間の間は水草のベッドで寝ているが、夕暮れ時になると活動を開始する。川底にある石に付着した水蘚を食べて生きている。釣り糸をわざと引っ張り、釣りの邪魔をしたりと、いたずらが好きになった。よく人間の子供と間違われる。キタカミの古い伝承ではいたずら好きの子供の生まれ変わりとも記されている。とりポケモンと餌の取り合いをしないように夜行性になった。
TVアニメ版ではタケシのハスボーが進化して登場。声優は進化前と同様に伊東みやこ。第7シリーズでは第22話で登場。声優はうえだゆうじ。WEBアニメ『ポケモン不思議のダンジョン 出動ポケモン救助隊ガンバルズ!』にも登場。声優は津田健次郎。

## ルンパッパ
| 分類: のうてんきポケモン     | タイプ: みず/ くさ     | 高さ: 1.5m         | 重さ: 55.0kg |
| 特性: あめうけざら/ すいすい | かくれ特性: マイペース | 進化前: ハスブレロ | 進化後: なし |

ハスブレロの進化形。人間に近い姿になった。体にはギザギザの横縞が走っており、♂の方が縞が太い。陽気なリズムに乗って踊ることで体の細胞が活発に活動する。リズミカルな音楽を聴くと踊らずにはいられない。
2004年全国大会決勝大会優勝者の手持ちに入ったことを始めとして公式大会での採用実績に優れるポケモン。
『エメラルド』でリーグチャンピオンを務めるミクリが使用する。『シールド』ではジムリーダーのヤローが使用する。
TVアニメ版ではタケシのハスブレロが進化した姿として登場。声優はオダマキ博士役の立木文彦。『おどるポケモンひみつ基地』に別個体のものが登場。陽気なリズムに誘われてやってきたが、「モンスターダンシングボール」が起動している最中に踊っているのみで、ストーリーに直接関わるわけではない。『2019年版』では野生の個体が登場、干からびた沼に埋まったヌマクローを「あまごい」で助けた（最初は間違えて「にほんばれ」を繰り出して余計に沼を干からびさせてしまった）。
実写映画『名探偵ピカチュウ』ではカフェで働くポケモンとして登場。ピカチュウが「お嬢さん」と呼んでいることから性別はメスである。

## タネボー
| 分類: どんぐりポケモン       | タイプ: くさ             | 高さ: 0.5m   | 重さ: 4.0kg      |
| 特性: はやおき/ ようりょくそ | かくれ特性: わるいてぐせ | 進化前: なし | 進化後: コノハナ |

ドングリのような姿をしたポケモン。木の枝にぶら下がって水分や栄養を吸収しており、水を飲めば飲むほど体が光沢する。若く大きな樹木に連なるという。1日につき1回、葉っぱで身体を磨く。動かずにいると木の実と間違えやすく、ついばもうとするポッポを驚かして遊ぶこともある。小さい足があり、地上を歩くこともできる。生息地を広げるために木の実のフリをしてとりポケモンに運んでもらう。
TVアニメ版では『ポケットモンスター金銀編』272話ではハヅキの回想シーンでオダマキ博士と戯れている姿が描かれた他、『アドバンスジェネレーション』154話に登場。エレキッドが暴れていることをロケット団のニャースに伝えた。

## コノハナ
| 分類: いじわるポケモン       | タイプ: くさ/ あく       | 高さ: 1.0m       | 重さ: 28.0kg       |
| 特性: はやおき/ ようりょくそ | かくれ特性: わるいてぐせ | 進化前: タネボー | 進化後: ダーテング |

タネボーの進化形。密林に生息するくさポケモンの一種。タネボーと違い、腕が生え、人間に近い姿になった。頭上に生えた木の葉を抜いて作った草笛をならし、森にいるものを惑わせるなど、分類どおり嫌がらせが得意。感覚機能をキャッチする長い鼻を掴まれると全身の力が抜けてしまうため、これをつままれる事を非常に嫌っている。木のうろを住処とし、木登りを得意としている。基本的に森林を出ることは無いが、たまに人里に出ては人間を驚かせているようだ。
TVアニメ版では『アドバンスジェネレーション』第26話に登場。群れの中の一匹が、ヘイガニに頭の木の葉を傷つけられたことに怒り、キモリ達を檻の中に幽閉した。その後ロケット団に捕まるも、サトシたちと協力して撃退、和解する。

## ダーテング
| 分類: よこしまポケモン       | タイプ: くさ/ あく       | 高さ: 1.3m       | 重さ: 59.6kg |
| 特性: 本文参照/ ようりょくそ | かくれ特性: わるいてぐせ | 進化前: コノハナ | 進化後: なし |

コノハナの進化形。茶色の体色をした天狗のような姿をしたポケモン。進化前同様鼻が弱点になった。人の訪れない密林にある、樹齢1000年を超えた大木の天辺に生息し、森の神様と呼ばれる。足は一本歯の下駄のようになっており、白くて長いたてがみを持つ。両手に付いている葉っぱの団扇を扇ぐことで、最大風速30メートルの突風を引き起こす。また、相手の考えを読み取り、先回りする能力も持っている。木枯しに乗って現れると言われているらしい。悪さをした鳥ポケモンが神罰を受けてクチバシを天狗鼻、翼を葉っぱの団扇と取り換えられたという伝説が残っている。
特性は進化前同様「はやおき」であったが、『『スカーレット・バイオレット』』の有料追加コンテンツ「ゼロの秘宝 前編・碧の仮面」にて「かぜのり」に変更された。
『ルビー・サファイア・エメラルド』・『オメガルビー・アルファサファイア』では四天王のカゲツが使用する他、『ハートゴールド・ソウルシルバー』では、ジムリーダーのエリカが再戦時に使用する。『ソード』ではジムリーダーのヤローが使用する。「碧の仮面」ではブルーベリー学園の生徒でありゼイユの弟でもあるスグリが5戦目で先発として使用。
TVアニメ版では『アドバンスジェネレーション』第37話に初登場。仲間のコノハナの病気を治療してもらうためにポケモンセンターからジョーイを連れ去るが、後に彼女を解放した。第130話でにホウエンリーグではテツヤのポケモンとしても登場、「メガトンキック」や「シャドーボール」でコータスを攻撃するも、コータスの予想外のジャンプ力から繰り出される「かえんほうしゃ」を叩きこまれ敗北した。第156話でロケット団にピカチュウや生徒のポケモン達を奪われた時にイチコが出したポケモンとして登場。「つばめがえし」で迫り、ロケット団の凧を切り裂いて地上に落とした。その後ムサシと対決（？）をした時はムサシ達のお粗末な「かげぶんしん」に対し本物の「かげぶんしん」をさせて核の違いを見せ付け、「かまいたち」でロケット団を攻撃している。第164話ではバトルパレスのフロンティアブレーンでありパレスガーディアンのウコンがサトシとのバトルで最初に登場。バトルフィールドからジャングルへと走り、サトシのジュカインと互角のスピードで走り抜ける。滝壺にジュカインを落とした上に「いわくだき」で岩を大量に落として押し潰したかに見えたが、滝の上に一瞬で登っていたジュカインに「はたく」と「リーフブレード」の連続攻撃を受けて倒される。

## スバメ
| 分類: こツバメポケモン | タイプ: ノーマル/ ひこう | 高さ: 0.3m   | 重さ: 2.3kg        |
| 特性: こんじょう       | かくれ特性: きもったま   | 進化前: なし | 進化後: オオスバメ |

ホウエン地方に生息する鳥ポケモンの一種。かなり小型であるが大人しい性格のポッポやマメパトとは違い、エアームドなどの自分よりも大きい相手でも恐れずに立ち向かっていける程の勇敢な性格の持ち主だが、空腹にはかなり弱く、また精神的に未熟な面も存在する。虫ポケモン（特にケムッソ）を主食とする。渡りの習性を持ち、寒い時期になると、暖かい土地を探して1日300キロの飛距離まで飛ぶことがある。寒くなるとホウエンを離れ南下するのか、あるいは寒くなったから温暖なホウエンに住処を変えるのかは不明。
『ルビー・サファイア・エメラルド』において、ストーリー序盤で入手できる地方の鳥ポケモンである。
TVアニメ版ではサトシのポケモンとして登場しており、ホウエン最初のゲットとなる。また、サトシのライバルの一人、ヒロシもスバメを持っている。ニックネームは「ローズ」。ヒロシ曰く「サトシと同じポケモンゲットする」。声優は西村ちなみ。ゴウのポケモンとしても登場、声優は足立梨花。

## オオスバメ
| 分類: ツバメポケモン | タイプ: ノーマル/ ひこう | 高さ: 0.7m     | 重さ: 19.8kg |
| 特性: こんじょう     | かくれ特性: きもったま   | 進化前: スバメ | 進化後: なし |

スバメの進化形で、分類のようにツバメのような姿をした鳥ポケモン。スバメよりも頭頂部の羽や目つきが鋭くなり、実在のツバメよりやや乖離したデザインとなった。上空での旋回から急降下して獲物を襲うという、ツバメよりも猛禽類に近い狩りを行う。きれい好きな性格で、2匹がペアで羽繕いをする。尾羽がピンと立っているのは体調がいい証拠。現実のツバメと同様に温暖な気候を求めて渡りを行う習性を持つ。
特性「こんじょう」を生かした状態異常により火力を上げた物理攻撃を得意としているが、第七世代からは特攻も上がり「ぼうふう」や「ねっぷう」、「ばくおんぱ」などといった特殊技もある程度使いやすくなった。
ゲーム『ルビー・サファイア』・『オメガルビー・アルファサファイア』ではジムリーダーのナギが先発に出すポケモンとして登場。『ハートゴールド・ソウルシルバー』ではジムリーダーのハヤトが再戦時に使用。
TVアニメ版ではサトシのスバメが進化して登場。声優は石塚運昇。ヒワマキジムリーダーのナギのオオスバメは色違いの個体を所持している（おそらくサトシの個体と区別するためと思われる）。最後に繰り出した切り札でサトシのジュプトルを「つばめがえし」で倒し、サトシのオオスバメも「つばめがえし」や「はかいこうせん」で圧倒したが、サトシのオオスバメの地面に向かっての「つばさでうつ」で生じた土煙の壁によって「つばめがえし」を封じられ、「つばさでうつ」で敗北した。声優は坂口候一。

## キャモメ
| 分類: うみねこポケモン | タイプ: みず/ ひこう     | 高さ: 0.6m   | 重さ: 9.5kg        |
| 特性: するどいめ       | かくれ特性: あめうけざら | 進化前: なし | 進化後: ペリッパー |

海辺に多く生息する、カモメやウミネコのようなポケモン。上昇気流を受けての滑空が得意。これにより、体力が少なく長時間の飛行が困難な欠点を補う。海に面した崖に営巣し、冬の前には巣の周囲に餌を隠す習性を持つ。海上や海沿いでは非常によく見かけられるポケモン。
『ルビー・サファイア・エメラルド』ではハギ老人という船乗りが所持しており、「ピーコちゃん」というニックネームを付けている。
TVアニメ版では『ポケットモンスター金銀編』最終回ではラスト、ホウエン地方についたサトシを出迎えるように登場し、『アドバンスジェネレーション』ではゲーム版同様、ハギ老人のポケモンとして登場。アクア団の男が使うシザリガーに人質として利用されたが、無事救出された。その他、カメオ出演などでも何度か登場している。

## ペリッパー
| 分類: みずどりポケモン       | タイプ: みず/ ひこう     | 高さ: 1.2m       | 重さ: 28.0kg |
| 特性: するどいめ/ あめふらし | かくれ特性: あめうけざら | 進化前: キャモメ | 進化後: なし |

キャモメの進化形。ペリカンのようなポケモンだが嘴が強調されており、首が存在せず飛行艇のような姿をしている。多くの野生ポケモンと共生関係にあり、自分より小さいポケモンを口の中に入れて運ぶ。海水ごとエサを掬い取り呑み込む狩りが得意。進化前のキャモメ同様、海岸の断崖絶壁に営巣する。
宅配やプレゼントのイメージが強いデリバードに対し、手紙や書留などの郵便のモチーフとしてグッズなどでデザインされることが多い。
『ポケモン不思議のダンジョン 青の救助隊・赤の救助隊』では、救助依頼を連絡所でまとめて、配達したりしている。『ポケモン不思議のダンジョン 時の探検隊・闇の探検隊』では、通信で受け取った救助依頼をペリッパーのしまでまとめている。
オオスバメと同様、ゲーム『ルビー・サファイア』・『オメガルビー・アルファサファイア』ではジムリーダー・ナギのポケモン。『ハートゴールド・ソウルシルバー』でもジムリーダーのハヤトが再戦時に使用する。『ソード・シールド』ではジムリーダーのルリナが使用する。『ブリリアントダイヤモンド・シャイニングパール』では電気タイプのジムリーダー・デンジが再戦で先鋒として繰り出すが、これは特性『あめふらし』によって雨を降らし、後続の電気ポケモン達が出す「かみなり」を必中にするためのサポート役となっている。『スカーレット・バイオレット』ではジムリーダーのハイダイが再戦時に使用する。
TVアニメ版では『アドバンスジェネレーション』第10話に非公認ジムリーダーのアントニー（声 - 小西克幸）の手持ちとして登場。本来覚えないはずの「かえんほうしゃ」や「かみなり」などの技を使うが、実際はコイルやマダツボミといった小型のポケモンをペリッパーの口の中に隠して技を出させる不正だった。それを知ったロケット団に悪用される（アントニー本人はロケット団に体を拘束され猿轡をされ監禁されていたところをマサトに助けられた）が、ロケット団を撃墜後に不正を反省したアントニーはペリッパーと一緒に正々堂々と強くなることを誓った。声優は津村まこと。ゲーム同様ジムリーダー・ナギも使用、「はがねのつばさ」をアース代わりにピカチュウの電気技を受け流すが、相討ちになった。『テレビアニメ第7シリーズ』ではロケット団のペリッパーがロケット・ガチャットを運ぶ役として登場。主にガチャットを届けるのが役目だが、一度だけガチャットそのものが故障してボールが出てこない場合はバトルに参戦させられた（詳細は「ロケット団 (アニメポケットモンスター)#ペリッパー」を参照）。

## ラルトス
| 分類: きもちポケモン     | タイプ: エスパー/ フェアリー | 高さ: 0.4m   | 重さ: 6.6kg      |
| 特性: シンクロ/ トレース | かくれ特性: テレパシー       | 進化前: なし | 進化後: キルリア |

人間の小さな子供に近い体型をしているポケモン。全身は白く、脚部は袴の裾を引き摺ったような形状をしている。頭部は緑色のおかっぱ頭のようになっており、目の部分が隠れているが両目とも存在する。頭部の前後にはピンク色をした半円形の板状の角を持ち、この角によって相手の感情を察知できる。敵意を察知すると姿を隠すため、人前に現れることは少ないが、前向きな気持ちを持つ者には自ら接近してゆくほか、トレーナーの明るい気持ちを感じ取り、共に喜ぶ優しさも持つ。メスのイメージが強いが、性別比は1･1。
『ルビー・サファイア』ではトウカシティに住む病弱な少年、ミツルが主人公の付添のもとで捕まえ、彼の初めてのポケモンとなる。その後、ミツルと共に旅をし、最終的にはサーナイト（『オメガルビー・アルファサファイア』ではエルレイド）に進化するまでに至る。
『ポケットモンスター X・Y』からは、フェアリータイプが新たに追加された。
TVアニメ版では『アドバンスジェネレーション』第109話でキルリア、サーナイトと共に登場。マサトに助けられポケモンセンターに保護された。その後、トレーナーになったら迎えに来ると約束したマサトに「約束よ、必ず迎えに来てね」とテレパシーで伝えた。

## キルリア
| 分類: かんじょうポケモン | タイプ: エスパー/ フェアリー | 高さ: 0.8m       | 重さ: 20.2kg     |
| 特性: シンクロ/ トレース | かくれ特性: テレパシー       | 進化前: ラルトス | 進化後: 本文参照 |

ラルトスの進化形。人間の少女のような姿をしているが、♂♀共に存在する（性別比は1･1）。トレーナーの明るい感情がサイコパワーの源となっており、このサイコパワーは頭部にある2対の簪の様な赤い角に増幅され、使用すると周囲の空間が大きく捻じ曲がる。また、空間の裂け目からは未来の様子を見ることができると言われている。トレーナーの明るい感情に触れているキルリアほど美しく成長していく。朝晴れたときなど楽しい気分になるとその場で踊りだす。
ラルトスがレベル20で進化し、レベル30でサーナイトに進化する他、『ダイヤモンド・パール』以降は♂のみ「めざめいし」を使用することでエルレイドに進化することができる。『ポケットモンスター X・Y』からは、フェアリータイプが新たに追加された。
TVアニメ版では『アドバンスジェネレーション』第109話などで登場したほか、ノゾミのポケモンとして登場。

## サーナイト
| 分類: ほうようポケモン   | タイプ: エスパー/ フェアリー | 高さ: 1.6m       | 重さ: 48.4kg |
| 特性: シンクロ/ トレース | かくれ特性: テレパシー       | 進化前: キルリア | 進化後: なし |

キルリアの進化形。ロングドレスを着た女性のような姿をしているがオスとメス両方存在しており（性別比は1･1）、キルリアのもう一つの進化系であるエルレイドと共に人型の姿をしている。手足は細長く、普段はサイコパワーで全身を支えている。胸・背には赤いプレート状の器官が存在し、これはサーナイトの心が実体化したものとされている。未来を予知する能力を持ち、これによりトレーナーに降りかかる危険を察知し、サイコパワーを使い切っても命懸けで守ろうとする献身的な気質を持つ。心を解放するほど強力なサイコパワーを発揮できるため、心の通い合ったトレーナーを守る際に最大のサイコパワーが発揮され、空間を捻じ曲げ小型のブラックホールを作り出すまでに至る。
『ルビー・サファイア・エメラルド』ではミツルが使用する他、『ハートゴールド・ソウルシルバー』では強化後の四天王・イツキが、「X・Y」ではチャンピオンのカルネが使用する(カルネの個体はメガシンカする)。「ソード・シールド」ではジムリーダーのビート、「LEGENDSアルセウス」ではムベ、「スカーレット・バイオレット」ではジムリーダーのリップが使用する。
『ポケットモンスター X・Y』からは、フェアリータイプが新たに追加された事に加え、「メガサーナイト」へとメガシンカを遂げる。
メガサーナイト
両頬の装飾・胸のプレート・下半身のスカート状器官が大型化、さらに両腕にグローブのような装飾品が付加され、ロングドレスは豪奢になりウェディングドレスをまとったような外見になる。胸のプレート=サーナイトの心がさらに解放された形態であり、より強いサイコパワーを発揮できる。
「サーナイトナイト」を持ち物とすることでメガシンカが可能となる。メガシンカすると特性が「フェアリースキン」に変わり、能力は「HP」「ぼうぎょ」を除く全能力が上昇、特に「とくこう」が大きく上昇し、伝説のポケモンに比肩するほど。高い「とくこう」と、特性「フェアリースキン」により威力の上昇する一部の技と併せ、フェアリータイプの技を高い威力で使用することが可能となり大技のはかいこうせんがより使いやすくなった。
『ポケモン不思議のダンジョン 青の救助隊・赤の救助隊』では、主人公の夢に度々現れるミステリアスな存在として描かれる。ある日突然ポケモンになってしまった主人公にその使命を告げ、導くと共に惑わせる存在でもある。このサーナイトはクリア後のイベントで仲間にすることが出来る。
TVアニメ版では『アドバンスジェネレーション』第109話などで登場。また、チャンピオン・カルネのポケモンとしても登場しており、メガシンカが可能。
2016年には『X・Y』『オメガルビー・アルファサファイア』を対象として『ポケモン・ザ・ムービーXY&Z ボルケニオンと機巧のマギアナ|ボルケニオンと機巧のマギアナ』の上映を記念した「キミアのサーナイト」と呼ばれる色違いのサーナイトが配布された。
『Pokémon UNITE』では操作ポケモンとして登場。遠距離からの攻撃で攻めるアタッカー。ユナイトわざは「フェアリーヴォイド」。
『大乱闘スマッシュブラザーズシリーズ』では、第3作『大乱闘スマッシュブラザーズX』以降モンスターボールから登場する。自身を中心に「リフレクター」を展開し、敵の飛び道具を反射する。

## アメタマ
| 分類: あめんぼポケモン | タイプ: むし/ みず       | 高さ: 0.5m   | 重さ: 1.7kg        |
| 特性: すいすい         | かくれ特性: あめうけざら | 進化前: なし | 進化後: アメモース |

アメンボのような姿をしたポケモン。4本の脚の爪先からは油が滲み出ていて、水面を滑るように移動することが出来る。危険を感じると、頭部から水飴の様な甘い汁を出す。この汁はシロップとして利用可能でパンに着けると美味だが、鳥ポケモンは嫌う味である。一方でこの汁の味を好むポケモンも居り、獲物を誘うのにも使用される。水草の多い池や田んぼだけでなく、雨上がりの市街地の水溜まりなどでも見かける。シズクモと仲が悪い。食性は池や湖の微生物を食べる。
TVアニメ版では『アドバンスジェネレーション』にてポケモンコーディネーター・ワカナの手持ちポケモンとして登場。
ゲーム『ポケットモンスター X・Y』では、最初のジムリーダー・ビオラが初めに繰り出すポケモンである。

## アメモース
| 分類: めだまポケモン | タイプ: むし/ ひこう       | 高さ: 0.8m       | 重さ: 3.6kg  |
| 特性: いかく         | かくれ特性: きんちょうかん | 進化前: アメタマ | 進化後: なし |

アメタマの進化形。巨大な触角に半円形の目玉模様があり、加えて赤い顔と小さな目が大きく開いた口と牙にも見える。これで敵を威嚇するが、羽や触角は雨に濡れると水を含んで重くなり飛べなくなるので、雨の日は木の洞や軒下、などでじっと過ごす。雨上がりには太陽の方を向き身体を乾かす。4枚の翅でドローンのように前後左右自在に空を飛ぶ。怒った表情の目玉模様が悲しそうに垂れ下がっている時は夕立が降り出す前兆とされる。
「サン・ムーン」ではスカル団ボスのグズマが使用。
TVアニメ版では『アドバンスジェネレーション』にてシュウのポケモンとして登場。

## キノココ
| 分類: きのこポケモン         | タイプ: くさ         | 高さ: 0.4m   | 重さ: 4.5kg        |
| 特性: ほうし/ ポイズンヒール | かくれ特性: はやあし | 進化前: なし | 進化後: キノガッサ |

森林に生息するキノコのようなポケモン。ただし、柄の部分が存在せず丸っこい体型のため、オニフスベに似ている。実在するキノコ同様、日陰の湿った場所を好み、夜行性。危険を感じると頭上から強い毒性を持つ粉を噴射し身を守る。特に植物に対し強力な効果を持つが、なぜか人間にはせいぜい体の節々が痛くなる程度の効果しかない模様。腐葉土を主食とする。
TVアニメ版では『アドバンスジェネレーション』第9話に登場。マサトと仲良くなった個体が友情の印として頭にハチマキをつけてもらった。

## キノガッサ
| 分類: きのこポケモン         | タイプ: くさ/ かくとう   | 高さ: 1.2m       | 重さ: 39.2kg |
| 特性: ほうし/ ポイズンヒール | かくれ特性: テクニシャン | 進化前: キノココ | 進化後: なし |

キノココの進化形。キノコに足が生えたような姿のキノココから、キノコの傘を被った細身のカンガルーのような体型へと変化する。頭部と尾は薄い土色、頭の傘と胴体、尾の先に付いた球状の種は緑色をしている。手足の爪と傘に付いている玉は赤い。軽やかなフットワークと伸び縮みする腕を武器に戦う。屈強なボクサー顔負けのテクニック。尻尾の種は毒の胞子が固まったもので、誤って食べようとすると全身に毒が見舞われる。傘の玉には穴が開いており、ここから胞子を放つ。温暖・湿潤な気候を好み、草原や森林の草木を主食とする。
『エメラルド』では、バトルアリーナのアリーナキャプテン、コゴミが金のガッツシンボルを賭けたバトルで使用する。そして『ハートゴールド・ソウルシルバー』では、ジムリーダー・シジマが再戦時に使用。「スカーレット・バイオレット」ではジムリーダーのコルサが再戦時に使用する。
TVアニメ版では『アドバンスジェネレーション』82話に登場。ハルカのワカシャモと格闘タイプの戦いを繰り広げた。『ダイヤモンドパール』ではケンゴのポケモンとして登場。サトシのナエトルに「エナジーボール」を教えた。

## ナマケロ
| 分類: なまけものポケモン | タイプ: ノーマル | 高さ: 0.8m   | 重さ: 24.0kg       |
| 特性: なまけ             | かくれ特性: なし | 進化前: なし | 進化後: ヤルキモノ |

ナマケモノをモチーフにしたポケモンで、1日20時間以上も怠けていて、滅多に体を動かすことはないが、稀に川を泳いで長い距離を移動する姿が目撃される。1日の食事量はたった3枚の葉っぱだけという屈指の少食。また、心拍数は1分ごとに1度と、血流も極めて遅い。
TVアニメ版では『アドバンスジェネレーション』にてジムリーダー・センリの手持ちポケモンとして登場。ジム戦では持ち前のスローペースと多彩な技を駆使してピカチュウを翻弄し「ふぶき」で動きを封じるも、コータスの「かえんほうしゃ」で「ふぶき」を押し返されそのまま炎を叩き込まれ敗れる。

## ヤルキモノ
| 分類: あばれザルポケモン | タイプ: ノーマル | 高さ: 1.4m       | 重さ: 46.5kg       |
| 特性: やるき             | かくれ特性: なし | 進化前: ナマケロ | 進化後: ケッキング |

ナマケロの進化形。森林に棲むマンドリルのようなポケモン。ナマケロが無気力だったのに対し、こちらはその名の通りやる気に満ち溢れている。心臓の鼓動が速く全身の血が滾っているため1秒もじっとしていられない程落ち着きが無く、盛んに走りまわる性質。これは、体を動かさなければストレスが溜まりすぎて具合が悪くなってしまうため。夜も血がたぎって眠れないことが多く、その場合は夜にもかかわらず森中を疲れるまで走り回る。背中の茶色い横縞と頭の赤い毛を除き全身の毛は白。足の長さと比べ腕が長い。手には鋭く大きな爪を持つ。
『ルビー・サファイア・エメラルド』では、5人目のジムリーダーにして主人公の父親・センリが使用する。また、最初に主人公が引っ越してくる際に荷物の整理をしているポケモンが『ルビー・サファイア』ではゴーリキーだったが、『エメラルド』ではヤルキモノに変更されている。
TVアニメ版では『アドバンスジェネレーション』にてトウカジムでセンリのポケモンとして登場。持ち前のパワーとスピードでコータスを倒すも、ピカチュウの「せいでんき」で麻痺になり、相打ちとなる。
『劇場版ポケットモンスター ダイヤモンド&パール 幻影の覇者 ゾロアーク』では森でゾロアを襲うゲストポケモンとして登場。声は江口拓也。
第8シリーズでは第31話から登場。六英雄のラプラスの仲間のポケモン。モリーのラッキーとマードックのイワンコをガラルヤドランと共に強面で怯ませていた。声優は光部樹。

## ケッキング
| 分類: ものぐさポケモン | タイプ: ノーマル | 高さ: 2.0m         | 重さ: 130.5kg |
| 特性: なまけ           | かくれ特性: なし | 進化前: ヤルキモノ | 進化後: なし  |

ヤルキモノの進化形。森林に生息するゴリラのような姿をしたポケモン。顔と胸、腹、手のひら状になっている両手足には毛が存在せず、頭部の毛は白、その他の毛は茶色である。やる気に満ち溢れていたヤルキモノ時代とは打って変わって、ナマケロ時代の無気力に戻っており、世界一ぐうたらなポケモンとして知られる。しかし寝転がっている間に体力を蓄えているらしく、反撃の際には蓄えた力を一気に出す事で圧倒的なパワーを発揮する。基本的に一箇所に寝そべってほとんど動かず、一日中横になって生活する。食餌の際も手の届く半径約1mの範囲内の野草や、木から熟して落ちてきた果物を食べるなど、能動的に動く事は少なく、それらを食べ尽くすとしぶしぶ場所を変え、あとには半径1mの輪っかが残される。
『ルビー・サファイア』および『オメガルビー・アルファサファイア』ではジムリーダーのセンリが切り札として使用する。『みんなのポケモン牧場』では、『ポケモン☆サンデー』の出演者である秋山隊員が「ジョン」というニックネームのケッキングを連れて遊びにきた。そのケッキングとコイキングの交換ができた。
特性は再び「なまけ」に戻ったが、それを生かして「はかいこうせん」や「ギガインパクト」といった反動で動けなくなる技を補うようになった。
TVアニメ版では『アドバンスジェネレーション』でもトウカジムでセンリのポケモンとして登場した。怠ける姿を見せず、ジム戦ではその強大なパワーでジュプトルを追い詰めたが、ジュプトルが「しんりょく」を発動したため逆転され敗れた。なお、マサトはセンリが負けた悔しさのあまりバッジを取り上げてしまうが、センリから「ジムリーダーは負けてこそ価値がある」と論されたことでサトシに自分が間違っていたことを謝罪しバッジを渡す。他にも通常より巨大なケッキングが登場するが、正体はロケット団が作ったメカだった。群れで暮らすエイパム、マンキー、ヤルキモノ、ケッキングを騙して木の実などを奪わせたが、最後は騙されたと気付いたエイパムたちに攻撃され機能停止した。
『XY&Z』に登場したショータの持つ個体は怠ける性質を生かした戦法を駆使して、ルチャブルを倒すがダメージの蓄積によりファイアローに敗れた。
第8シリーズでは90話にて野生のポケモンとして登場。ラクリウムの最初の被害者となったポケモンでもある。使用技は「なげつける」「アームハンマー」「はかいこうせん」、これらの他に黄色く光った腕を地面に叩きつけて衝撃波を放つ技も使用している。声優は三宅健太。

## ツチニン
| 分類: したづみポケモン | タイプ: むし/ じめん | 高さ: 0.5m   | 重さ: 5.5kg      |
| 特性: ふくがん         | かくれ特性: にげあし | 進化前: なし | 進化後: 本文参照 |

セミの幼虫のような姿をしたポケモン。大きな爪で木の根を傷つけ、そこから養分を啜る。眼は大きいが、常に暗い地中で生活しているため視力がほとんど失われている。その代わりに触角を使って周囲の様子を探る。成長するとセミの成虫の姿をしたテッカニンに進化するが、現実のセミ同様に抜け殻が残る。この抜け殻はヌケニンと呼ばれる別のポケモンの一種と数えられ、戦わせることができる。
タイプの組み合わせが独特で、第8世代において“むし・じめん”タイプとしてはミノマダム（砂地の姿）と並んでたった2種類と極めて希少となる。
TVアニメ版では『アドバンスジェネレーション』第27話で、少年カヅキのポケモンとして登場。「ひみつのちから」を覚えていた。

## テッカニン
| 分類: しのびポケモン | タイプ: むし/ ひこう | 高さ: 0.8m       | 重さ: 12.0kg |
| 特性: かそく         | かくれ特性: すりぬけ | 進化前: ツチニン | 進化後: なし |

ツチニンの進化形でセミに似た能力を持つ、非常に高速で飛び回る昆虫型ポケモン。ストライクをも凌ぐほどに動きが速すぎて姿が見えないので、残像すら見えず透明なポケモンと考えられていた時代もあった。鳴き声もうるさいため、育てるトレーナーの腕前が試される。ヘラクロスなどと同じく木の汁を吸っているらしい。伝説のポケモン以外では1番素早いポケモンであり、全ポケモン中でも2番目に早い。
2004年全国大会決勝大会優勝者の手持ちに入っていたポケモンの1体。
TVアニメ版では『アドバンスジェネレーション』第44、45話にミラージュ王国の乗っ取りを企む摂政・ハンゾウのポケモンとして登場し、ピカチュウの「10まんボルト」に敗れる。使用技は「はかいこうせん」。また、バトルピラミッドではフロンティアブレーン・ジンダイが使うポケモンの1匹。「すなあらし」や「かげぶんしん」で翻弄し、「すなかけ」の目つぶし戦法でサトシのゼニガメを追い詰めたものの、「ハイドロポンプ」の水で砂を洗い流され、「ロケットずつき」に敗れる。シンジもテッカニンを使用している。特性「かそく」と「こうそくいどう」でグライオンを翻弄したものの、ゴウカザルに「どくびし」を打ち消した際の「フレアドライブ」のダメージでスピードが落ち、「マッハパンチ」を食らい敗れる。

## ヌケニン
| 分類: ぬけがらポケモン | タイプ: むし/ ゴースト | 高さ: 0.8m       | 重さ: 1.2kg  |
| 特性: ふしぎなまもり   | かくれ特性: なし       | 進化前: ツチニン | 進化後: なし |

セミの抜け殻のような姿をしたポケモン。背中には抜け出た際の切れ目が入っており、中は空洞で何もない。ジュペッタ同様、かりそめの身体に何かの魂が宿ってしまったものと考えられ、実体のないゴーストポケモンに分類される。中の真っ暗な空洞を覗き込むと魂を吸い取られてしまうという。羽を動かさずに空中に浮かんでおり、息をせず、全く動かない。雌雄の区別もない。頭の上には三日月状の白い輪が浮かんでいる。
ツチニンが直接ヌケニンに進化するわけではなく、ツチニンがテッカニンに進化する際に手持ちに空きがあるとその空きにヌケニンが出現する。「HP」は1しかなくそれ以上の底上げは不可能だが、「ふしぎなまもり」という専用のとくせいを持ち、弱点（ほのお・いわ・ひこう・ゴースト・あくタイプ）以外の攻撃技をすべて無効化する。やけど・どく・こんらんなどの状態異常ダメージ、「てつのとげ」や「さめはだ」などの特性ダメージ、「ステルスロック」や「まきびし」などの設置技ダメージ、「すなあらし」や「あられ」の天候ダメージ、「ゴツゴツメット」や「くろいヘドロ」などの道具ダメージは受ける。ダイマックスでもHPは増えない。相手トレーナーでは、『エメラルド』ではフロンティアブレーンのコゴミが使用するほか、『ハートゴールド・ソウルシルバー』では、ジムリーダーのツクシが再戦時に使ってくる。
TVアニメ版ではミラージュ王国の乗っ取りを企む摂政、ハンゾウ（声 - 石井康嗣）のポケモンとして登場し、テッカニンと共にサトシ達を襲う。「ふしぎのまもり」の特性でサトシ達の攻撃もビクともしないが、カスミのギャラドスの「かえんほうしゃ」一撃で黒焦げにされる。また、2019年のアニメではゴウのポケモンとして登場。ゴースト列車に居た大量のツチニンがテッカニンに進化した後、いつの間にか1匹のヌケニンがゴウのボールの中に入ってゲットされていた。

## ゴニョニョ
| 分類: ささやきポケモン | タイプ: ノーマル   | 高さ: 0.6m   | 重さ: 16.3kg     |
| 特性: ぼうおん         | かくれ特性: びびり | 進化前: なし | 進化後: ドゴーム |

耳は垂れており、先が薄黄色い上に、垂れた耳の下には直径10cmほどの小さな穴が空いている。目は++のような形をしている。普段は囁き声ぐらいの小さな鳴き声しか出さないが、ひとたび危険を察知をすると、近くにいた者が頭痛を起こすぐらい大きい鳴き声を出す。その音量はジェット機に匹敵する。あまりにも大声である為自分の鳴き声に驚いてしまい相乗作用で更に大声で鳴くが、鳴き疲れると寝てしまう。
TVアニメ版では『アドバンスジェネレーション』第39話にて、ゲストキャラクターのアキナのポケモンとして登場している。カントー地方のプリンと仲良くなる（理由は特性の「ぼうおん」でプリンの歌を聞いても眠らなかったため）が、ムサシ達との激しいバトルで疲れて寝てしまい、自分の歌で寝たと勘違いしたプリンに落書きされた。
ゲーム『ポケットモンスター オメガルビー・アルファサファイア』では、「エピソード・デルタ」でヒガナの相棒ポケモン（ニックネーム：シガナ）として登場するが、ストーリー中の戦闘には関わっていない。

## ドゴーム
| 分類: おおごえポケモン | タイプ: ノーマル       | 高さ: 1.0m         | 重さ: 40.5kg       |
| 特性: ぼうおん         | かくれ特性: きもったま | 進化前: ゴニョニョ | 進化後: バクオング |

ゴニョニョの進化形。口が大顎になり、気が少々荒くなった。頭にある耳はスピーカーの様な役目を果たしている。列車を脱線させるほど強力な衝撃波を、口と耳どちらからも放つ事ができる。「おおごえポケモン」の分類の通り、足を踏み鳴らしてパワーを高めながらトラックをひっくり返すほどの威力の大声、また耳を動かし、さらに木造の家屋すら一撃でこなごなにふっ飛ばすほどの威力の超音波で敵を攻撃する。ただしその後は、しばらくの間は何も聞こえなくなってしまうのが弱点。
TVアニメ版では『アドバンスジェネレーション』でムロ島の周辺に生息するポケモンとして初登場。「さわぐ」でムサシ達を吹っ飛ばしたりするなど、度々大暴れしていた。

## バクオング
| 分類: そうおんポケモン | タイプ: ノーマル       | 高さ: 1.5m       | 重さ: 84.0kg |
| 特性: ぼうおん         | かくれ特性: きもったま | 進化前: ドゴーム | 進化後: なし |

ドゴームの進化形。頭と顎にある7 本の穴と尻尾の先の二つの穴と両腰の二つの穴から、笛に似た音を発して遠くの仲間と会話する。この性質を活かし、大昔はバクオングを持つトレーナー同士の長距離通信に活用されていた。体中の穴から大量の空気を吸い込んで出す鳴き声の範囲は約10 キロメートルにも及び、地震を発生させるほどの振動を伴うものの、バトル時以外はそうはいかない。口はさらに大きくなり、遂には顎が地面に着くくらい開くことができるようになった。
2005年の全国大会中学生以上の部では決勝進出者9 人中1 人が使用しており、大阪代表が手持ちに入れていた。
ゲーム『ルビー・サファイア』と『オメガルビー・アルファサファイア』では、2人組のインタビュアー・マリとダイがレアコイルと共に繰り出してくる。
TVアニメ版では『アドバンスジェネレーション』第66話で、トレーナーのガイのドゴームが、サトシのキモリとのバトル中にキモリと同時に進化した。進化後はガイの指示を完全に聞かなくなり暴れまわるが、ロケット団の襲撃から自分を守ったガイに心を開き、サトシのジュプトルとバトルを続けた（勝敗は不明）。ANA機内で放映されたOVA作品『ピカチュウのわんぱくアイランド』では、ニャースの仲間として登場。『ベストウイッシュ デコロラアドベンチャー』では野生の個体が登場。怒ってサトシ達を襲ってくる。声優は三宅健太。

## マクノシタ
| 分類: こんじょうポケモン       | タイプ: かくとう       | 高さ: 1.0m   | 重さ: 86.4kg       |
| 特性: あついしぼう/ こんじょう | かくれ特性: ちからずく | 進化前: なし | 進化後: ハリテヤマ |

小柄な相撲取りのような姿をしたポケモン。強くなるために自分で厳しい稽古を積み重ねている。不屈の根性で立ち上がる度に、ハリテヤマへの進化のエネルギーが徐々に高まる。アローラ地方では、稽古の際に大木と間違えてナッシーを突っ張りで怒らせて逆に突き飛ばされる光景が見られる。
『ルビー・サファイア・エメラルド』ではムロシティジムリーダーのトウキの手持ちポケモンとして登場する。TVアニメ版においても『アドバンスジェネレーション』にてムロシティジムリーダーのトウキが使用。

## ハリテヤマ
| 分類: つっぱりポケモン         | タイプ: かくとう       | 高さ: 2.3m         | 重さ: 253.8kg |
| 特性: あついしぼう/ こんじょう | かくれ特性: ちからずく | 進化前: マクノシタ | 進化後: なし  |

マクノシタの進化形で、マクノシタと同様に力士のような姿をしたポケモンだが一気に貫禄が増す。男性的な姿だが、♀も存在する。体の他の部分と比較して脚部が異様に太く、そのため重心を下半身に置いている。丸々とした体型だが、これは脂肪組織だけではなく筋肉の塊でもあり、力をこめると岩のような強度となる。巨大な手のひらから繰り出される得意技の突っ張りは、10トントラックを吹き飛ばし、電信柱をも容易にへし折るほどの威力がある。その怪力と力比べが好きな性質により、走行中の列車に突っ張りをしかけて押し止めてしまうことがある。歳をとると戦うのをやめ、マクノシタに稽古をつける。
ゲーム『ポケットモンスター ハートゴールド・ソウルシルバー』では、四天王・シバが再戦時にイワークに代わって使用するポケモンである。「サン・ムーン」ではメレメレ島しまキング兼四天王のハラが使用する。「スカーレット・バイオレット」ではアカデミー教師のキハダがエースポケモンとして使用し、かくとうタイプへのテラスタルを行う。
TVアニメ版では『アドバンスジェネレーション』では主にサトシたちの前に立ちはだかる強敵として描かれていることが多い。ジムリーダーのトウキが所持していたマクノシタが劇中で進化して初登場。初戦では「はたきおとす」でキモリに勝利。再戦では「つっぱり」や「ちきゅうなげ」でヘイガニに勝利するも、キモリの「はたく」で足を集中攻撃され、最後は間欠泉を利用した「はたきおとす」と「はたく」のぶつかり合いの末に敗北。ホウエンリーグではテツヤのポケモンとして登場、特性「あついしぼう」でコータスの「かえんほうしゃ」を受け流して勝利し、ヘイガニも倒すを活躍を見せ、オオスバメを真剣白羽取りで受け止めてからの「ちきゅうなげ」でダメージを与えるも闘争心に火がついたオオスバメの「つばめがえし」を急所に当てられ敗北。バトルフロンティア編ではアリーナキャプテンのコゴミが使用。ジュプトルのスピードに翻弄されるも逆にそのスピードを利用して勝利し、カビゴンも強大なパワーで応戦するも「きあいパンチ」を交わされたことで手を負傷した隙を突かれ「れいとうパンチ」で敗北。シンジも所有しているが、ジンダイのレジロックに呆気なく敗れた。2019年のアニメではホウジのポケモンとして登場。サトシのバリヤードに終始翻弄され、「リフレクター」で動きを封じられ最後は「サイコキネシス」で敗北。